# Beania lagenula
Beania lagenula är en mossdjursart som beskrevs av Tilbrook 2006. Beania lagenula ingår i släktet Beania och familjen Beaniidae. Inga underarter finns listade i Catalogue of Life.